# Viktor von Heeren

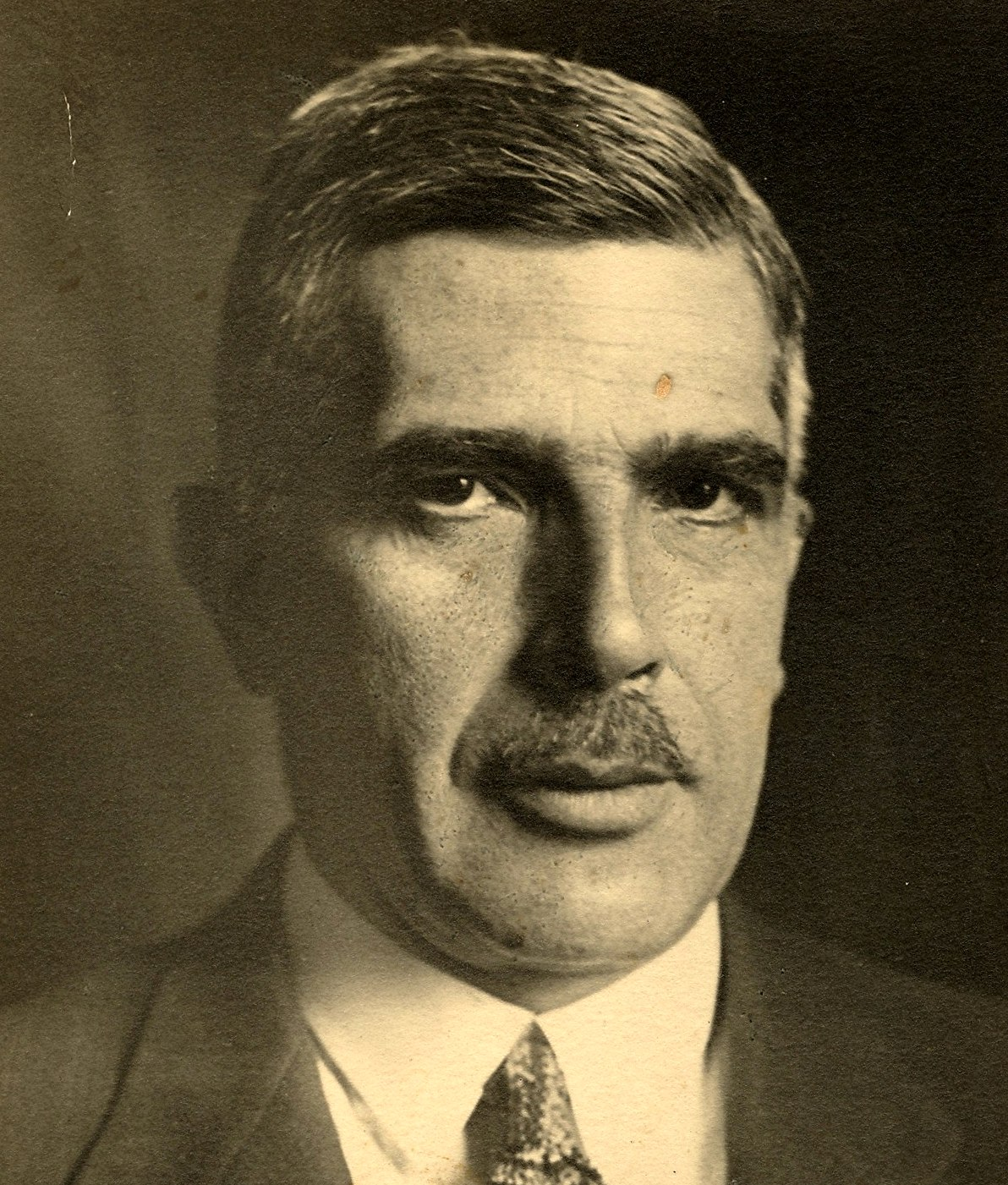
Viktor von Heeren, um 1935

Georg Maximilian Viktor „Vicky“ von Heeren (* 14. Oktober 1881 in Hamburg; † 6. Juli 1949 in Rottenbuch, Oberbayern) war ein deutscher Diplomat, Jurist und Offizier. 
Er wurde bekannt als Gesandter des Deutschen Reiches in Jugoslawien von 1933 bis 1941.

## Leben

### Kindheit, Jugend, Ausbildung und Militärdienst
Viktor von Heeren wurde am 14. Oktober 1881 in Hamburg geboren. Sein Vater war Johann Hermann von Heeren, Jurist und Gesandter der freien Hansestädte in Frankreich, seine Mutter war dessen Cousine Maria del Carmen Augusta Ramona Tomasa Heeren y Massa (1849–1924).
Von 1896 bis 1900 besuchte Viktor von Heeren das Wilhelmsgymnasium in München. Nach Schulabschluss studierte er ab 1900 Jura in München, Fribourg und Straßburg und legte 1904 sein Referendarexamen ab. Vom Oktober 1904 bis zum September 1905 leistete er als Einjährig-Freiwilliger Militärdienst und begann damit eine Ausbildung zum Offizier, um anschließend im Justiz- und Verwaltungsdienst des Reichslandes Elsaß-Lothringen zu arbeiten. 1909 wurde von Heeren zum Leutnant der Reserve ernannt, 1910 legte er sein Assessorexamen ab und wurde Ende 1913 Verwaltungsmitarbeiter beim zivilen Statthalter in Elsaß-Lothringen. Am Ersten Weltkrieg nahm er vom August 1914 bis zum Januar 1917 teil, dabei wurde er im März 1915 zum Oberleutnant der Reserve und im April 1917 zum Rittmeister der Reserve des in Landshut stationierten Königlich Bayerischen Schwere-Reiter-Regiment „Erzherzog Franz Ferdinand von Österreich-Este“ Nr. 2 ernannt. Gegen Kriegsende war Viktor von Heeren 1917/18 Kreisdirektor in Saargemünd in Lothringen, 1920 arbeitete er kurzzeitig beim Reichskommissar für Überwachung der öffentlichen Ordnung.

Ernennungsurkunde Viktor von Heerens zum Gesandten I. Klasse in Belgrad

### Diplomatischer Dienst
Im Oktober 1920 wurde von Heeren in die Außenhandelsabteilung des Auswärtigen Amtes in Berlin einberufen und begann damit seine Karriere als Diplomat. 1921 wurde er zum Legationsrat ernannt und in die deutsche Botschaft in Madrid versetzt, wo er die Leitung der Konsularabteilung übernahm. Im Mai 1921 wurde er zum Gesandtschaftsrat II. Klasse befördert. 1923 heiratete von Heeren Elisabeth Freiin von Maltzahn (1894–1970), mit der er insgesamt drei Kinder hatte. Kurz nach der Heirat kehrte er nach Berlin ins Auswärtige Amt zurück und arbeitete dort in der Kulturabteilung, Bereich Auslandsdeutschtum. Im Mai 1925 wurde Viktor von Heeren dann als Gesandter nach Prag versetzt, wo er bis März 1929 tätig war. 1929 bis 1933 arbeitete er wieder im Auswärtigen Amt, Abteilung West- und Süd-Osteuropa. 1929 wurde von Heeren zum Gesandtschaftsrat I. Klasse, 1930 zum Vortragenden Legationsrat ernannt.
1933 wurde er nach Belgrad an die dortige deutsche Auslandsvertretung entsandt; als oberster Diplomat vor Ort repräsentierte er das Deutsche Reich im Königreich Jugoslawien. Zum 1. August 1937 trat von Heeren der NSDAP bei (Mitgliedsnummer 4.009.255), übernahm jedoch keine Funktion innerhalb der Partei. 1941, während des Zweiten Weltkrieges, unterzeichnete Jugoslawien auf deutschen Druck hin den Dreimächtepakt, wenige Tage später folgte jedoch ein Putsch alliiertenfreundlicher Generäle. Hitler beschloss daraufhin die Invasion Jugoslawiens. Viktor von Heeren, der entgegen Ribbentrops Anweisung den Kontakt mit der neuen jugoslawischen Regierung gehalten hatte, stand der geplanten Kriegserklärung ablehnend gegenüber. Sechs Tage vor dem Angriff auf Jugoslawien informierte er die Regierung über die bevorstehende Bombardierung Belgrads. Nach erfolglosen Protesten in Berlin und dem Versuch, Jugoslawien von der Demobilisierung zu überzeugen, um den Krieg noch zu verhindern, verließ er Belgrad und wurde in den einstweiligen „Wartestand“ strafversetzt.
Nach Kriegsende geriet von Heeren kurzzeitig in Kriegsgefangenschaft; 1947/48 wurde er nach einem Entnazifizierungsverfahren rehabilitiert. Er starb im Juli 1949 in Rottenbuch an einer Blutvergiftung infolge einer verunreinigten Bluttransfusion zur Behandlung von Leukämie und Anämie, woran er zuvor erkrankt war. Beigesetzt wurde von Heeren im Familiengrab auf dem Friedhof von Rottenbuch in Oberbayern.

### Auszeichnungen
- Eisernes Kreuz (1914) I. Klasse, München am 28. Oktober 1921, Bayerischer Wehrkreiskommando VII
- Ehrenkreuz für Frontkämpfer, verliehen vom Reichsminister des Auswärtigen Amtes, Berlin am 19. März 1935
- Ehrenzeichen des Deutschen Roten Kreuzes I. Klasse, Berlin am 7. Juni 1937, verliehen von Carl Eduard, Herzog von Sachsen-Coburg und Gotha
- Großkreuz des St.-Sava-Ordens, Belgrad 1937
- Silbernes Treudienst-Ehrenzeichen als Anerkennung für 25 Jahre Dienst, unterzeichnet von Otto Meissner, Berlin, 9. Januar 1939